# 阿波丸事件

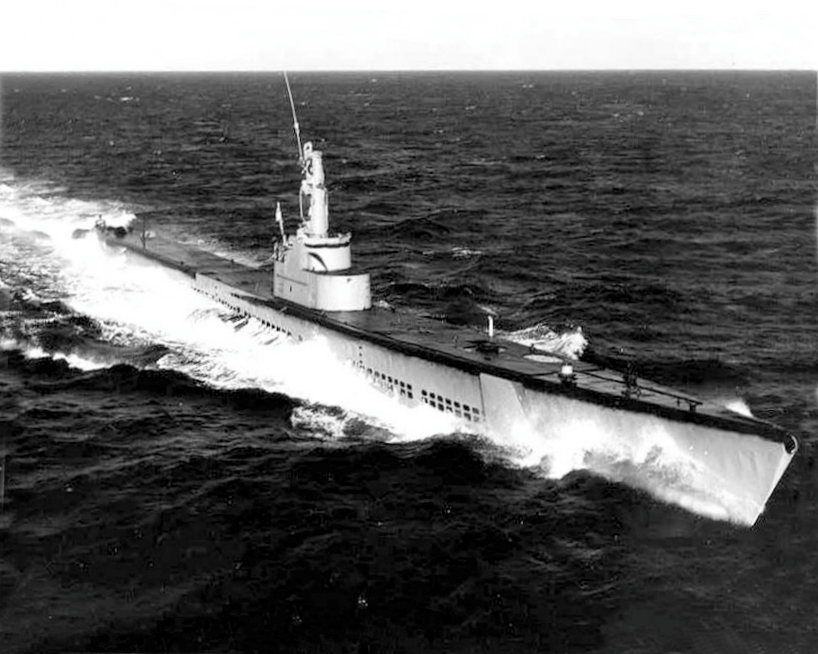
擊沉阿波丸之“皇后魚號”潛艇

阿波丸事件指在1945年4月1日，日本郵船之客貨轮“阿波丸”自新加坡航向日本的途中，在台灣海峽福建福州市平潭县牛山島附近的海面，被美國海軍潛水艇“皇后魚號”用3顆魚雷（一說为4顆）擊沉之事件。

## 事件過程
阿波丸於1943年3月5日下水，其長155米、寬20米、高12.6米、重1.1249萬吨。1945年第二次世界大戰結束前，英美等國家在國際紅十字會的協助下，促使日本將救援物資送到被扣押在東南亞一帶的戰俘。運載物資的日本貨輪阿波丸於1945年2月17日從福岡縣的門司港啟航，中停高雄港、香港及新加坡港分別卸下了22噸、41噸及562噸救援物資之後，在3月10日到達爪哇島卸下175噸救援物資，隨後駛到新加坡，於3月28日啟航接載滯留的其他商船船員、三井物產員工、以及日軍和軍眷等回國，船上共有2009人。阿波丸事前獲得美國同意放行，並在船上畫上綠底白色十字圖案，但是由於美軍傳令失誤，美軍潛水艇皇后魚號並沒有收到放行命令。1945年4月1日，皇后魚號用雷達發現了阿波丸，認為它是日軍軍艦而將其擊沉，人員與物資同時沒入大海，只有三等厨师下田勘太郎一人被皇后魚號救起。船上物資包括錫礦與橡膠，也有傳說包括鑽石、黃金、銀。日軍曾就此事向美國提出抗議，但美方將皇后魚號的船長交由軍事法庭判決解決事件。

## 事件中死去的政軍人物
- 小川鄉太郎－任過京都帝國大學教授及拓殖大學學監，再轉任為政治家、歷任鐵道・商工大臣等職。日軍佔領缅甸期間、任第15軍的軍政顧問。
- 笠間杲雄－外交官。岩波新書《回教徒》的著者。為陸軍司政長官（調査局長）赴任婆羅洲守備軍司令部。歷任軍政顧問等職務。
- 東光武三－元大東亞省南方事務局政務課長。
- 竹内新平－大藏官僚。大東亞次官。
- 山田芳太郎－外交官。外務省調査局長。

## 打捞
1972年尼克森訪華前後，有一美國私人團隊聲稱掌握了沈船正確位置，要求參與打撈阿波丸的工作，但中国政府以沉船位于中國領海（距离领海基点牛山岛11海里）為由拒絕。尼克松作为访华的礼物告诉了中方具体的方位。
1976年中，开始筹划打捞阿波丸的航海、工程、军事战备掩护的计划。1977年1月3日，中共中央主席、国务院总理、中央军委主席华国锋签署了海军第一副司令员刘道生和交通部部长叶飞签发的海军与交通部关于打捞阿波丸沉船的请示报告。由此，该工程取代号为“7713工程”。1977年4月5日，国务院以（1977）36号文件正式批准了海军和交通部的联合请示（7713工程），同意由福州军区统一指挥，交通部和海军联合打捞阿波丸号沉船。有关方面多次召开会议，对打捞力量的组织，兵力掩护和海上警戒，打捞组织指挥，后勤保障打捞设备研制等问题，做了精心周密的部署和安排。对“阿波丸”沉船进行聯合打捞。由於出事地點接近中華民國控制的烏坵，為了避免引起爭端，打撈期间還安排了军事兵力掩护。1977年7月、8月，海军岸防导弹部队、空军地对空导弹部队进驻平潭岛战备值班。为保证打捞工作的安全，海军部署东海舰队所属舰艇部队负责海上作业区的巡逻警戒，组织海军舰艇部队对沉船海域进行反复的扫海和探测，对沉船进行了精确的定位。海军还决定，每年从海军北海、东海、南海舰队中抽调120名潜水员、20名潜水军医、10名工程技术人员，抵平潭岛作业船队进行轮流作业。海军还组成专门工作组，对平潭岛和牛山海域进行了现场调研，与福州军区商定了有关兵力指挥等一系列问题，切实做到稳妥可靠，万无一失。为接待交通部上海救捞局的工作人员，在平潭县城下埔街城关中学旁边短时间内建起了一座招待所名曰“7713”，现为平潭县的7713街区。
1977年5月1日，发现“阿波丸”沉船位置，已断成两段，埋入海底泥中9至11米。该处水深在70米。在70米深的海底潜水作业，需要复杂的饱和潜水与减压技术才能避免潜水员罹患减压病。J101号，J503号船，上海救捞局沪救3号船，共有600多名潜水员潜水3604人次，水下切割2379.1平方米，水下爆破650次。1980年，海军“J503”号打捞船完成了拆解沉船首段的任务，穿引了船底4道共14根钢缆，上海救捞局的“大力号”海上自航浮吊船将首段一举吊浮，并拖抵平潭岛娘宫锚地搁上浅滩。捞起锡锭、橡胶、水银、铌钽、云母、光化玻璃等物资共5418吨，其中捞获锡锭2472吨，总价值5000多万元人民币。另外还打捞起日本人的尸骨368具，1979年7月、1980年1月和1981年4月，在上海以中國红十字会和交通部上海救捞局名义，分三批向日本移交了捞起的死难者遗骨和遗物。
曾經有人推測失蹤的北京人頭骨也在此船上，但至今尚未證實。

## 紀念

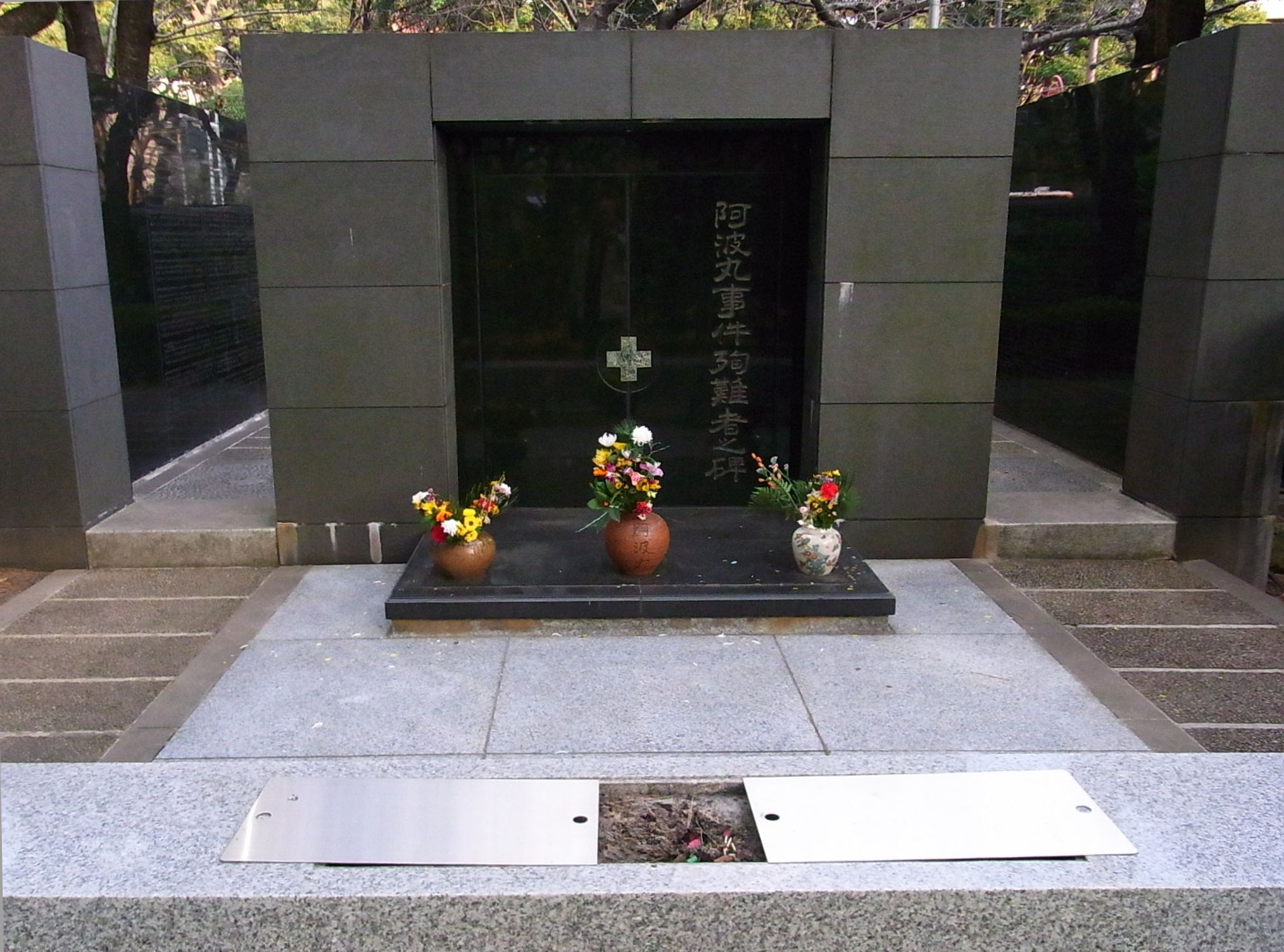
增上寺內的阿波丸事件罹難者紀念碑

東京都港區芝公園四丁目的增上寺設有此次事件的罹難者紀念碑。

## 相關著作
- 圖說天下·探索發現系列編委會，《寶藏尋蹤》，2009年，長春，吉林出版集團
- ロジャー・ディングマン 『阿波丸撃沈：太平洋戦争と日米関係』 成山堂書店、2000年 ISBN 4425946111 （日語）
- 『世界の艦船』 海人社、2007年8月号 （日語）

## 外部連結
- YouTube上的央視：探索發現 - 打撈阿波丸 1/3
- YouTube上的央視：探索發現 - 打撈阿波丸 2/3
- YouTube上的央視：探索發現 - 打撈阿波丸 3/3
- （日語）關於阿波丸事件
- （日語）日本法律第二百二十三號（昭二五·七·三一）阿波丸事件慰問金相關法律
- 歷史小說.   [2018-05-21]. （原始内容存档于2019-06-29）.(下) （页面存档备份，存于）